# Пертозеро (Сегежский район)
Пе́ртозеро — посёлок в составе Чернопорожского сельского поселения Сегежского района Республики Карелия.

## Общие сведения
Расположен на западном берегу озера Пертъярви.
В посёлке сохраняется памятник истории — могила неизвестного советского лётчика, погибшего в годы Великой Отечественной войны. Останки лётчика обнаружены и захоронены в 1953 году.

## Население
| 2002 | 2009 | 2010 | 2013 |
| ---- | ---- | ---- | ---- |
| 209  | ↘172 | ↘127 | ↘118 |

## Улицы
- ул. Лесная
- ул. Набережная
- ул. Советская
- ул. Строителей
- ул. Центральная

## Гадания
В селе Пертозеро Ругозерской волости было известно следующее гадание: вечером Петрова дня девушки с приговором собирали мелкие берёзовые и осиновые листья, после чего заворачивали их в платок, которым вытирали пот с лица и клали его под подушку, после чего девушке приснится её суженый. Также платок с листьями можно было незаметно подсунуть в карман того, кого любила девушка. При посещении кладбищ могилы «опахивали», то есть, подметали, берёзовыми вениками. Также карелы верили, что парка девушек в сауне берёзовыми вениками повышает их лемпи/лемби — сексуальную энергию и привлекательность.